# El Ghomri
El Ghomri è un comune dell'Algeria, situato nella provincia di Mascara.